# Лущанув
Лущанув (пол. Łuszczanów, нім. Klengdorf) — село в Польщі, у гміні Яроцин Яроцинського повіту Великопольського воєводства.
Населення — 898 осіб (2011).
У 1975-1998 роках село належало до Каліського воєводства.

## Демографія
Демографічна структура станом на 31 березня 2011 року:
|          | Загалом | Допрацездатний вік | Працездатний вік | Постпрацездатний вік |
| -------- | ------- | ------------------ | ---------------- | -------------------- |
| Чоловіки | 441     | 114                | 279              | 48                   |
| Жінки    | 457     | 104                | 262              | 91                   |
| Разом    | 898     | 218                | 541              | 139                  |